# Complextro
|  | Maskinoversættelse og/eller tvivlsomt indhold Denne sides indhold bærer præg af at være en maskinoversættelse og/eller meget dårligt og uklart formuleret. Det vurderes at sproget er så dårligt og eventuelt forkert eller til at misforstå, at det bør omskrives eller oversættes på ny. Du kan hjælpe med at oversætte til korrekt dansk i denne og lignende artikler. Hvis dette ikke sker inden for kort tid, kan en sletning komme på tale. Se evt. denne sides diskussionsside eller i artikelhistorikken. |

Complextro er en undergenre af elektrohouse, der opstod omkring slutningen af 2000'erne. Genren følger typisk en struktur, hvor droppene understreger et tæt lagdelt lyddesign, hakkende rytmer og aggressive synth-stik, mens det normalt vedligeholder en standard BPM omkring 128. Det er meget normalt for complextro at tage indflydelse fra genrer som fidget house og brostep.
Porter Robinson opfandt begrebet som en joke til at beskrive sit mærke af elektrohouse, som han lavede, omkring det tidspunkt han udgav sin Spitfire EP. Mens han ikke var den første producer, der lavede musik i denne genre, var det der, andre producere begyndte at bruge begrebet til at beskrive genren. Feed Me og Wolfgang Gartners tidligere bestræbelser var også en del af genren, mens Savant, Skrillex og Knife Party hjalp med at popularisere det yderligere sammen med brostep fra starten af 2010'erne til omkring midten af 2010'erne.
Bestemte producere begyndte endda at sammensmelte elementer fra complextro ind i andre EDM-genrer som moombahcore, hvor house-percussion er nedtonet til fordel for en grovere lyd og en langsommere BPM. I Hi-Tech sammensmeltede producere trance-progressioner med complextros synth-stik, hvilket skabte en mekanisk, psykedelisk atmosfære beslægtet med psytrance.